# Baronne de Sternberg
Maria-Stella Petronilla Chiappini, par son mariage Lady Newborough puis baronne de Sternberg, est née le 16 avril 1773 à Modigliana (Italie) et morte le 28 décembre 1843. 
Elle est à l'origine d'une énigme historique, puisqu'elle affirma être la fille du duc de Chartres, Louis Philippe d'Orléans (1747-1793), futur Philippe Égalité, et de la duchesse, née Louise Marie Adélaïde de Bourbon ; dans ce dessein, elle chercha à contester la naissance, en octobre 1773, au Palais-Royal, du duc Louis-Philippe d'Orléans (futur roi des Français Louis-Philippe Ier) et à se faire reconnaître comme la fille légitime du duc et de la duchesse de Chartres. 

## Une aristocrate d'humble origine
Maria-Stella Petronilla est née le 16 avril 1773 à Modigliana, petite ville italienne située dans les Apennins, appartenant au Grand-duché de Toscane (Romagne Toscane) mais dépendant du diocèse de Faënza, dans les États pontificaux. Son père, Lorenzo Chiappini (1739 + 1821), est geôlier, et sa mère se nomme Vicenza Diligenti (1745 + 1820). Plus tard, Lorenzo Chiappini deviendra chef de la police de Florence, où il mourra en 1821. 
Un autre enfant naît au sein du ménage Chiappini : un garçon, Thomas Chiappini, qui deviendra avocat à Florence. 
La jeune femme est remarquée par un aristocrate anglais, Sir Thomas Wynn of Glynllifon, Lord Newborough (1736-1807), dont la famille descend des anciens princes du Pays de Galles ; il l'épouse et décède en lui laissant, outre deux fils, une immense fortune. Maria-Stella Chiappini se remarie en 1810 à un aristocrate russe, le baron de Sternberg, dont elle aura un fils.

## Une substitution d'enfants
Selon la baronne de Sternberg, en 1821, soit peu de temps avant de mourir, Lorenzo Chiappini lui révèle par écrit qu'il n'est pas son vrai père et qu'il a échangé à sa naissance, moyennant finances, le garçon dont sa femme avait accouché contre la fille que l'épouse d'un homme de haute naissance, de passage à Modigliana, avait mise au monde. Cette lettre serait parvenue à la baronne quelques jours après la mort de celui qu'elle supposait être son père. 
Selon les recherches qu'effectue ensuite la baronne, la châtelaine des lieux en 1773, la comtesse Borghi, accueillait fréquemment un couple d'aristocrates, appelés comte et comtesse de Joinville. Le comte de Joinville serait alors entré en contact avec le geôlier Chiappini et, prétextant qu'il avait impérativement besoin d'un héritier pour toucher un gros héritage, l'aurait persuadé de procéder à un échange : si l'enfant à naître de la comtesse était une fille, et si celui à naître de l'épouse Chiappini était un garçon, les nouveau-nés seraient échangés. Chiappini aurait accepté, moyennant une forte rétribution et la petite Maria-Stella fut déclarée aux autorités locales comme la fille de Lorenzo et Vicence Chiappini, alors qu'elle aurait été en réalité la fille du comte et de la comtesse de Joinville. L'échange aurait eu lieu au Palais Borghi.
Cet échange aurait été connu des habitants de la région et aurait provoqué une véritable émeute : poursuivi par la clameur publique, le comte de Joinville aurait dû se réfugier au monastère de Brisighella (voisin de Modigliana), où il aurait été arrêté puis retenu pendant trois jours comme otage dans la Maison commune, jusqu'à ce que l'intervention des autorités locales permette sa libération, puis son départ avec son épouse et l'enfant. 
D'après ces éléments, la baronne de Sternberg fait paraître en juillet 1823, une annonce dans plusieurs journaux (dont La Quotidienne) dans laquelle elle fait part de sa recherche d'un certain Louis, Comte de Joinville. Elle obtient, de la part du tribunal ecclésiastique de Faenza, la rectification de son état civil, le 29 mai 1824, ce tribunal ordonne que l'on rectifie son acte de naissance en la portant « fille des époux Joinville ». Le grand-duc de Toscane écrit ensuite au curé de Modigliana pour interdire la transcription du jugement. 

## Maria-Stella d'Orléans?
La baronne de Sternberg se convainc que le comte de Joinville, son père, n'est autre que Philippe d'Orléans, futur Philippe Égalité, et que Louis-Philippe, enfant substitué destiné à assurer la lignée des Orléans, n'est qu'un usurpateur. 
Sa théorie se fonde sur les éléments suivants : 
- le titre de prince de Joinville appartient à la famille Orléans depuis la fin du XVIIe siècle ;
- Philippe d'Orléans a effectué, notamment en Italie, de nombreux voyages sous le nom de comte de Joinville ;
- l'emploi du temps de Philippe et Adélaïde d'Orléans indique qu'ils auraient pu être en Italie en avril 1773, permettant à la duchesse d'accoucher et procéder à la substitution.

La baronne de Sternberg demande alors aux tribunaux français d'accorder l'exequatur à la décision du tribunal de Faenza, puis de la reconnaître comme la fille légitime de Philippe d'Orléans. Ses demandes sont refusées, en partie grâce aux actions de son frère, Thomas Chiappini, qui parvient à faire contrecarrer, par les tribunaux florentins, la décision rendue à Faenza. Pour justifier cette opposition, Thomas Chiappini avance comme argument que son père, paralysé de la main droite, n'a pu être l'auteur de la lettre adressée à Maria-Stella et que ce document est donc un faux. 
La baronne meurt le 28 décembre 1843, en état de léger trouble mental, sans cesser de clamer son appartenance à la famille Orléans. Elle est inhumée à Paris, au cimetière Montmartre. À sa mort, l'ensemble de ses papiers personnels est saisi par la police. 
De nombreux pamphlets et ouvrages seront ultérieurement publiés par les opposants à la monarchie de Juillet afin d'accréditer l'histoire de la substitution de « Marie-Étoile d'Orléans » contre « le fils Chiappini ». L'affaire renaîtra essentiellement en 1883, après la mort d'Henri d'Artois, « comte de Chambord », permettant aux légitimistes de contrer les prétentions de la famille Orléans à la succession au trône de France.

## Étude du cas
Selon l'auteur Maurice Vitrac, qui écrit au début du XXe siècle un ouvrage sur le sujet, un dossier trouvé dans les Archives de Brisighella contiendrait un certain nombre de lettres, écrites par le vice légat de Ravenne au gouverneur Niccolo Perelli, démontrant que Maria-Stella Chiappini aurait été la fille d’un aristocrate de Rimini, le comte Carlo Battaglini ( + 1796) et d’une femme inconnue, probablement sa maîtresse, désireuse d'éviter un scandale en dissimulant son accouchement. Il est toutefois difficile de comprendre pour quelle raison le comte et sa maîtresse auraient procédé à cet échange de nouveau-nés, qui ne dissimulait pas l'accouchement et créait, en outre, un scandale. 
L'historien français André Castelot, dans son ouvrage de 1951 consacré à Philippe d'Orléans (Philippe Égalité, le prince rouge), estime que Maria-Stella Chiappini ne peut être la fille de Philippe d'Orléans : les registres et archives de la Cour de France, conservées aux Archives nationales, démontrent en effet que si Philippe d'Orléans a pu amener son épouse à Modigliana, au cours du mois d'avril 1773, il lui fut impossible de repartir la chercher comme le présente l'histoire de l'échange. Quant à Adélaïde d'Orléans, il est impossible qu'elle ait été enceinte avant le printemps 1773 (son état aurait été nécessairement révélé lors de son entrée dans la franc-maçonnerie, en février 1773, au cours de laquelle elle devait se présenter en vêtements simples) et donc de donner le jour à un enfant en avril 1773. Une grossesse commencée en janvier de cette même année et aboutissant, en octobre suivant, à la naissance de Louis-Philippe est en revanche tout à fait possible. 
L'étude des archives royales, ainsi que des archives de la famille Orléans conservées aux Archives Nationales, permet également d'écarter toute idée d'une naissance dissimulée de l'enfant Orléans en avril 1773, naissance qui n'aurait été révélée que seulement six mois plus tard. Toutefois, Castelot ne remet pas en cause le fait qu'il y ait eu échange d'enfants. Selon lui, le véritable père de Maria-Stella aurait été un souverain local (Este, Parme, Modène, Deux-Siciles, Toscane) ou - plus vraisemblablement - un membre d'une famille princière italienne, qui aurait utilisé le nom de comte de Joinville pour dissimuler sa véritable identité - laquelle était connue des autorités locales - soucieux d'assurer la pérennité de sa lignée.